# Tölö-Älvsåkers pastorat
Tölö-Älvsåkers pastorat är ett pastorat i Kungsbacka kontrakt i Göteborgs stift i Kungsbacka kommun i Hallands län. 
Pastoratet har sedan 1968 haft nuvarande omfattning. Före 1968 ingick även Lindome församling.
Pastoratet består av följande församlingar:
- Tölö församling
- Älvsåkers församling

Pastoratskod är 081301.